# Music Minded
Music Minded is een Nederlands muziektijdschrift. Het tijdschrift was van december 1997 tot en met december 2005 gratis te verkrijgen bij de betere popspeciaalzaken in Nederland en Vlaanderen. In totaal verschenen van Music Minded 59 edities. Na de laatste uitgave van de printuitgave, nummer 59, is Music Minded als online magazine verdergegaan. Ook was Music Minded dagelijks op I-mode van KPN en Base (Vlaanderen) verkrijgbaar.
In november 1996 verscheen van Music Minded het nulnummer, toen nog onder de naam Music Monthly. Het idee voor het tijdschrift was een idee van Peter Koks en Erwin Kroon, de toenmalige eigenaar van de Amsterdamse platenzaak Concerto. Niet veel later kwam Ruben Eg daar als hoofdredacteur bij. Samen met een grote groep muziekliefhebbers ging het tijdschrift een jaar later van start.
De eerste jaargangen telde Music Minded elke editie 32 pagina's en had het blad een oplage van 50.000 exemplaren. Door de steeds toenemende problematiek in de cd-industrie en de daardoor minder wordende advertentiebudgetten ging Music Minded uiteindelijk naar 24 pagina's en zakte de oplage naar 35.000 exemplaren. Music Minded verscheen in een opvallend A3-formaat in fullcolor.
Music Minded produceert sinds juli 2013 Concerto Radio, de wekelijkse op PinguinRadio uitgezonden podcast van de Amsterdamse muziekwinkel Concerto. Op 1 september 2020 startte Music Minded als online radiostation.